# عبد الرحمن اليوبي
عبد الرحمن بن عبيد اليوبي، ولد في الأبواء، السعودية عام 1958، مدير جامعة الملك عبد العزيز منذ 2016 حتى صدور أمر ملكي بإعفائه من منصبه في 27 أكتوبر 2022 لإرتباطه في قضايا فساد وغسيل أموال بأكثر من 500 مليون ريال.

## التعليم
حاصل على دكتوراه في الكيمياء تخصص الكيمياء الفيزيائية عام 1986 من «جامعة أسكس» في المملكة المتحدة، وماجستير من «جامعة الملك عبدالعزيز»، وبكالوريوس في الكيمياء عام 1981 من الجامعة ذاتها.

## الحياة العملية
كان عضو مجلس الأمناء منذ 12 نوفمبر (تشرين الثاني) 2020، وأستاذ بقسم الكيمياء منذ أكتوبر (تشرين الأول) 2000 في الجامعة ذاتها.
كان مديراً لـ«جامعة جدة»، كما تولى عدة مناصب في «جامعة الملك عبد العزيز»، منها: عميد كلية العلوم، ورئيس لجنة الشؤون الأكاديمية فيها، ونائب رئيس اللجنة العليا للنشاط الطلابي، وعضو مجلس إدارة «مركز اللغة الإنجليزية» بكلية الآداب، ووكيل الجامعة للدراسات العليا والبحث العلمي، ووكيل الجامعة للشؤون التعليمية، وأستاذ بكلية العلوم، وكل من معيد وأستاذ وأستاذ مشارك بقسم الكيمياء في الكلية ذاتها.
شغل عضوية مجلس إدارة «الهيئة الوطنية للتقويم والاعتماد الأكاديمي»، وعمل نائباً لرئيس اللجنة الإشرافية العليا لتأسيس كل من «جامعة جازان»، «جامعة تبوك»، و«جامعة الحدود الشمالية».

## الأبحاث
لديه العديد من الأبحاث، منها: «دراسة الديناميكا الحرارية لبعض الالكتروليتات الهامة في المحاليل»، «دراسات فيزو كيميائية على مشتقات ثنائي البيريدين في المحاليل المائية والملحية»، و«دراسات نظرية وتجريبية على التركيب الإلكتروني والطيفي لمركبات الكاتيكول أمين الناقلة للإشارات العصبية دراسة النشاط التركيبي».